# Cen (nom de famille)
Pour les articles homonymes, voir Cen.
Pour l’article ayant un titre homophone, voir Chen.
Cen est la romanisation pinyin du nom de famille chinois écrit 岑 en caractères chinois. En Wade-giles, il est romanisé Ts'en, en Jyutping, Shum, Sam et Sum, et Chen dans d'autres formes de pinyin. Il est classé le 67e nom de famille dans le poème de la Dynastie Song des Cent Noms de famille. En 2008, ce nom de famille est le 235e nom de famille le plus commun en Chine, partagé par 340 000 personnes. Il est considéré un nom de famille très rare.

## Personnes connues
- Cen Zi, duc de Cen, crée l'état de Cen à la période des royaumes combattants, ancêtre commun.
- Cen Peng, général de la dynastie Han
- Cen Zhi, Administrateur du Henan, Officier du Mérite, Un des 8 paragons du Jiangxia
- Cen Hun, premier ministre de l'état de Wu
- Cen Wenben (en), chancelier de Chine, vicomte du Xian de Jiangling
- Cen Changqian, chancelier de Chine, duc de Deng
- Cen Xi, chancelier de Chine, duc de Xi
- Cen Can, poète de la dynastie Tang
- Cen Zhongshu, général de la dynastie Tang, viceroi du Liangguang, et propriétaire des ports de la rivière Nanpan.
- Cen Tianbao, seigneur local ayant abdiqué à la dynastie Ming, puis préfet de Tianzhou au Guangxi
- Cen Yuying, gouverneur-général de Yunnan-Guizhou
- Cen Yubao, viceroi du Yunnan-Guizhou
- Cen Chunxuan, viceroi du Liangguang (Guangdong et Guangxi), puis chef de l'Armée nationale révolutionnaire et président de la République de Chine (gouvernement militaire de Guangzhou)
- Cen Chunming, Hankou Taotai de la dynastie Qing, puis gouverneur du Jiangxi, puis du Guizhou, puis du Hunan
- Cen Zhongmian, historien et professeur à l'université Zhongshan.
- Cen Deguang, politicien du régime de Wang Jingwei, puis déclaré comme traître de la nation chinoise.
- Cen Qixiang, linguiste chinois ayant traduit des ouvrages français, comme ceux des philosophes des Lumières
- Cen Feilong, peintre et calligraphe
- Cen Kefa, physicien, académicien de l'académie chinoise d'ingénierie
- Cen Zhangzhi, vice-président de l'université Tsinghua
- Cen Guohua, président de la chambre de commerce de Guangzhou[5]
- John Shum ou Cen Jianxun, réalisateur et producteur de films à Hong Kong.
- Cen Xu, vice-amiral de l'Armée populaire de libération
- Sam Hou Fai ou Cen Haohui, président de la cour d'appel finale de Macao
- Harry Shum ou Cen Hongyong, vice-président de la recherche de Microsoft
- Shum Kwok Pui ou Cen Guopei, joueur de football
- Harry Shum Jr ou Cen Yongkang, acteur
- Eliza Sam ou Cen Lixiang, actrice
- Yoyo Shum ou Cen Ninger, chanteur à Hong Kong